# Poa legionensis
Poa legionensis es una especie herbácea, perteneciente a la familia de las (Gramíneas o Poáceas). 

## Descripción
Hierba perenne a través de rizoma, cespitosa. Tallos erectos, de 15-40 cm. Hojas más o menos planas, de hasta 4,5 mm de anchura. Flores en espiguillas de color purpúreo, ovadas, de hasta 6(-8) mm, con 4-6(-8) flores; lemas pelosillas en la parte inferior, no aristadas; las espiguillas se disponen formando una panícula laxa, piramidal, de 3-7 cm de longitud. Fruto del mismo tipo que los cereales (cariopsis). Florece en primavera y verano.

## Distribución y hábitat
En las montañas de la península ibérica. Muy frecuente en todos los cervunales serranos.

## Taxonomía
Poa legionensis fue descrita por (Laínz) Fdez.Casas & M.Laínz y publicado en Misc. Contrib. Conocm. Fl. Asturias 83. 1982.
Etimología
Poa: nombre genérico derivado del griego poa = (hierba, sobre todo como forraje).
legionensis: epíteto latino 
Sinonimia
- Poa alpina subsp. legionensis (Laínz) Rivas Mart. , T.E.Díaz , Fern.Prieto , Loidi & Penas
- Poa pratensis subsp. legionensis Laínz[4]